# Juan Pablo Figueroa
Juan Pablo Figueroa (Córdoba, 13 de marzo de 1986) es un exjugador de baloncesto argentino que jugaba en la posición de base. Fue miembro de la selección nacional de Argentina.

## Trayectoria
Su primer equipo fue Atenas de Córdoba, con el cual debutó en la Liga Nacional de Básquet de Argentina el 20 de abril de 2003 en un partido contra Ben Hur de Rafaela. En el club cordobés Figueroa realizaría su transición de juvenil a profesional, siendo reconocido como la Revelación de la Liga Nacional de Básquet en 2004 y, cuatro años más tarde, como el Mejor Sexto Hombre de la Liga Nacional de Básquet. 
En 2010, recomendado por Rubén Magnano, migró a Brasil, donde permanecería cinco temporadas jugando para EC Pinheiros y para Franca BC. 
Regresó a la Argentina en 2015 para jugar con Peñarol. Tras dos temporadas con los marplatenses, el base se unió a Comunicaciones, club que acababa de ascender a la LNB y cuyo objetivo era conservar la categoría.
En enero de 2019, luego de un semestre de inactividad, firmó un contrato con Ciclista Olímpico para convertirse en el armador del equipo tras la salida de Maximiliano Stanic de la institución. Al concluir la temporada tomó la decisión de retornar a Brasil.

### Clubes
| Club               | País      | Año         |
| ------------------ | --------- | ----------- |
| Atenas             | Argentina | 2003 - 2010 |
| EC Pinheiros       | Brasil    | 2010 - 2012 |
| Franca BC          | Brasil    | 2012 - 2015 |
| Peñarol            | Argentina | 2015 - 2017 |
| Comunicaciones     | Argentina | 2017 - 2018 |
| Ciclista Olímpico  | Argentina | 2019        |
| Rio Claro Basquete | Brasil    | 2019 - 2020 |
| Campo Mourao       | Brasil    | 2020 - 2021 |
| Rio Claro Basquete | Brasil    | 2021 - 2022 |

## Selección nacional
Figueroa actuó en los seleccionados juveniles de baloncesto de Argentina. Su primera competición oficial en la que estuvo presente fue el Campeonato Sudamericano de Baloncesto de Cadetes de 2002. También participó del Campeonato Mundial de Baloncesto Sub-19 de 2003 en Grecia, del Campeonato Sudamericano de Baloncesto Sub-21 de 2004 en Chile, del Campeonato FIBA Américas Sub-21 de 2004 en Canadá y del Campeonato Mundial de Baloncesto Sub-21 Masculino de 2005 en Argentina.
Posteriormente recibiría varias convocatorias para sumarse al plantel de la selección mayor, pero sólo compitió con el equipo nacional en el Campeonato Sudamericano de Baloncesto de 2014, en el que Argentina terminó en el segundo lugar. 

## Palmarés

### Campeonatos nacionales
- Liga Nacional de Básquet: (2)

Atenas: 2002-03, 2008-09.
- Top Cuatro: (1)

Atenas: 2003
- Copa Argentina: (1)

Atenas: 2008

### Campeonatos internacionales
- Liga Sudamericana de Clubes: (1)

Atenas: 2004

### Selección nacional
Campeonato Sudamericano de Baloncesto Sub-21: Chile 2004

### Menciones
- Revelación de la LNB: 2003-04.
- Mejor Sexto Hombre de la LNB: 2008-09.